# Exakta

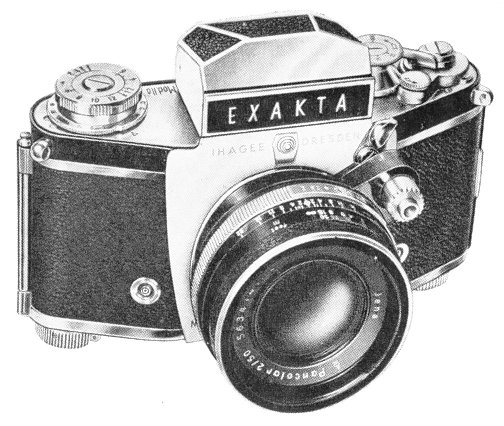
Fotoaparát Exakta Varex

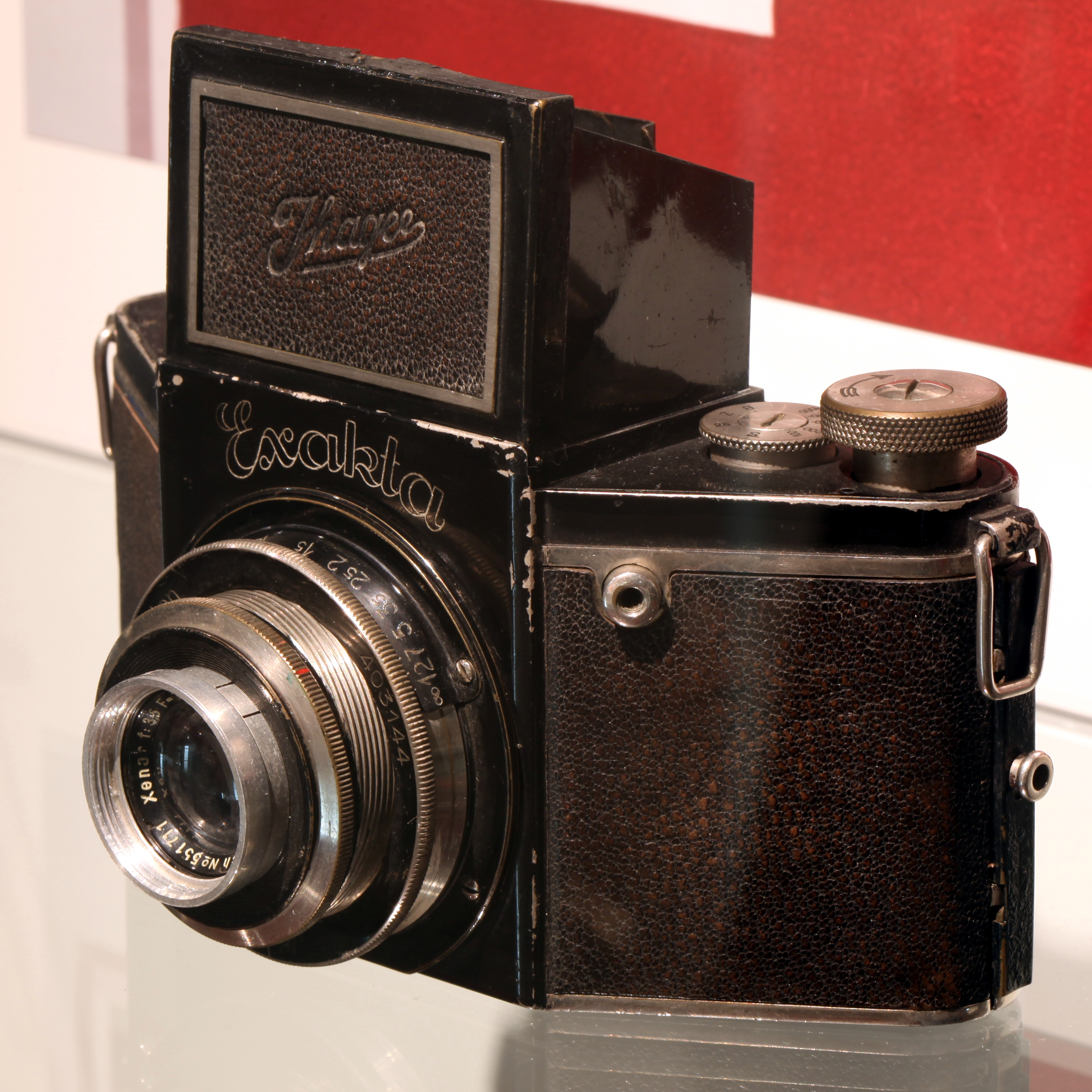
Exakta na svitkový film

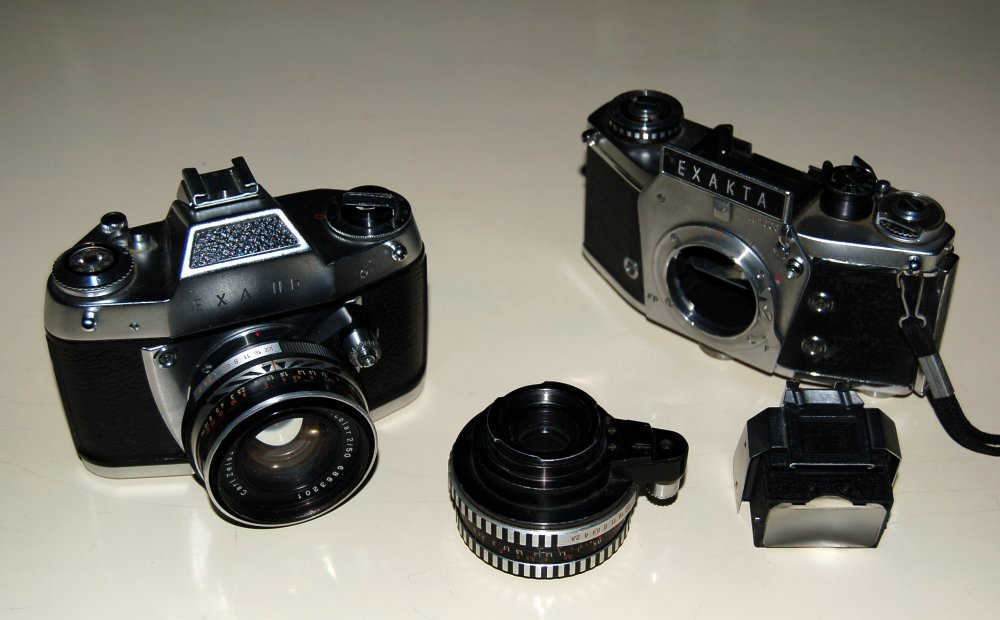
Exa IIb (vlevo) a Exakta, výměnný objektiv a hranol

Exakta je značka fotoaparátu, kterou proslavila společnost Ihagee. Exakta se objevila v roce 1933 pod označením (serie) Kine, kterou navrhl německý inženýr Karl Nüchterlein, který vstoupil do společnosti už v roce 1923. Kine byla velmi používána i německou armádou v době druhé světové války. V roce 1933 firma Ihagee vyrobila svou první jednookou zrcadlovku STANDARD EXAKTA na film šíře 40 mm.

## Modely
Modely Exakty existují od prvních let až po jejich celkový zánik. V pozdějším období bylo používáno i podobné označení Exa. Verze Exakty z roku 1950 byla prvním modelem na světě s vyměnitelnými hledáčky. Fotoaparát Exakta byl vyráběn od roku 1936 až do roku 1969. 

### Modely fotoaparátů značky Exakta
- Kine-Exakta
- Kine-Exakta II.
- Exakta Varex (kvůli licenčním právům na termín „Varex“ se v USA používalo označení Exakta V.)
- Exakta Varex VX. (v USA Exakta VX.)
- Exakta VX II.a
- Exakta VX II.b
- Exakta VX500
- Exakta VX1000

### Modely Exa
- Exa
- Exa I.a
- Exa II.
- Exa II.a
- Exa II.b
- Exa 500